# بروسكيتا
بروسكيتا (بالإيطالية: Bruschetta)‏ هي طبق مقبلات أصله من إيطاليا وتكون عبارة عن خبزة محمصة وفوقها ثومة وملح وزيت زيتون كما يمكن أن يضاف اليها البندورة وشرائح الزيتون الأسود. أكثر طريقة إعداد لهذه الأكلة الأيطالية خارج إيطاليا هي بروسكيتا بومودور والتي هي عبارة عن ريحان وبندورة وثومة وبصل أو جبنة الموزوريلا.